# アメノミトリ
アメノミトリ（天御鳥）は、『出雲国風土記』に登場する神。

## 概要
『出雲国風土記』楯縫郡総記に登場し、親神にカムムスヒが伝わる。他には見られないが、アメノヒナトリやヒコサシリ（彦狭知）と同一神とする説がある。

## 記述

### 出雲国風土記

#### 楯縫郡
楯縫と呼ぶようになった由来は、神魂命が「五十足（いそだる）天（あめ）の日栖宮（ひすみのみや）の縦と横の規模のように、千尋栲紲（ちひろたくなわ）で梁と桁を何度も繰り返し結び垂らし、この天の御量（みはかり）で所造天下大神の宮をご造営しなさい」と命じなさって、御子の天御鳥命を楯部に任じて、天の下へお送りになった。その際に天御鳥命が天から地上へ退きお降りになって、大神の宮への調度品である楯を製造し始めなさった所がこの地である。よって、現在に至るまで楯と桙を造り、尊い神たちに奉納している。ゆえに楯縫と言うようになった。

## 考証
楯縫郡総記の本文は記紀の国譲り神話と類似した文章表現が複数見られ、特に『日本書紀』巻第二の第九段一書第二ではヒコサシリが作盾者（たてぬい）に任命されており、『古語拾遺』では岩戸隠れ神話で同神が天御量（あまつみはかり）によって木を伐採し宮殿の造営及び笠・矛・盾を製作する役を与えられていることから、アメノミトリをヒコサシリの別名と見る説が唱えられている。また『日本書紀』「出雲国造神賀詞」等に登場し、『古事記』ではアメノホヒの御子神で出雲国造の祖であるアメノヒナトリとも同一の神ではないかと考えられており、本来の原文は「穂日命御子天御鳥命」であったが伝来過程で「穂日命」の字が脱落したとする説や、系譜の相違から同じ神とまでは見なせないとしても、オオナモチに仕える神であるという共通点を持つため両者はそれぞれ異伝同士の関係に位置していると推測する説もある。一方、ヒコサシリは紀伊国造の祖とされるため出雲と結びつけられる可能性が低く、アメノヒナトリとする説も恣意的な判断に拠っている点、さらに『出雲国風土記』では他書に見えない神が他にも数多く登場している点から、同一神が誰であるかにこだわって理解すべきではないとも指摘されている。
『出雲国風土記』楯縫郡総記と『日本書紀』第九段一書第二は「アメノヒスミノミヤ」や「チヒロタクナワ」等、共通の語彙が用いられていることが知られており、『出雲国風土記』が『日本書紀』における国譲り神話を元資料として使用しつつも、『古事記』での同神話やカムムスヒの指令神的な性格も取り入れながら当該条を記述していった背景が考察されている。